# 芳町 (桐生市)
芳町（よしちょう）は、群馬県桐生市の旧町名である。
現在の東一・二・三丁目の北部にあたる。1966年（昭和41年）の住居表示の実施により、東一・二・三丁目の一部となった。

## 地理
桐生市の中部に位置し、諏訪町・安楽土町・今泉町・清水町・栄町とともに桐生市第七区に属していた。
東北部は桐生川を境として菱町に、南部は安楽土町に、西南部は諏訪町に、西部は中通りを境として東町に、西北部は東久方町にそれぞれ接していた。
かつて桐生川には、稲荷橋と幸橋との間に二州橋が架かっていたが、河川改修のため撤去されている。

## 歴史
かつての今泉村の一部にあたる。1873年（明治6年）に、今泉村、堤村、本宿村、村松村が合併して安楽土村となる。
1889年（明治22年）の町村制施行により、桐生新町、新宿村、安楽土村、下久方村、上久方村平井が合併して桐生町が発足、安楽土村は桐生町の大字の一つとなる。1921年（大正10年）の市制施行を経て、1929年（昭和4年）に大字が廃止され、芳町が新設された。
1966年（昭和41年）の住居表示の実施に伴う町名変更により、芳町の西部が東一丁目、中部が東二丁目、東部が東三丁目の一部となった。